# Universidad Autónoma de Chile
La Universidad Autónoma de Chile es una universidad privada chilena, originaria de Temuco, con sedes en las ciudades de Temuco, Talca y Santiago (Providencia y Llano Subercaseaux). Está adscrita al Sistema Único de Admisión del Consejo de Rectores de Universidades Chilenas.
Actualmente se encuentra acreditada por la Comisión Nacional de Acreditación (CNA-Chile) por un período de 5 años (de un máximo de 7), desde octubre de 2019 hasta octubre de 2024.Figura en la posición 13 dentro de las universidades chilenas según la clasificación webométrica SCImago Institutions Rankings (SIR) 2024.Está en la posición 13 según el ranking de Webometrics 2024. Está en la posición 21-25 a nivel nacional en el QS Rankings 2024.Está en la posición 3-5 a nivel nacional en el ranking Times Higher Education 2024.
Esta universidad cuenta con el canal de televisión Universidad Autónoma de Chile Televisión.

## Historia

### Fundación
La Universidad fue fundada el 11 de agosto de 1989 en Temuco, Región de la Araucanía, bajo el nombre Universidad Autónoma del Sur, por Teodoro Ribera Beneít, quien fue el primer rector y presidente de la Junta Directiva. La familia Ribera ha mantenido un rol importante en la institución, ocupando diversos cargos.[cita requerida] Inicialmente, las actividades académicas se llevaron a cabo en una casona, con 159 estudiantes en las carreras de derecho e ingeniería comercial. En 1992, la universidad se trasladó a una nueva ubicación en calle Porvenir, cerca de avenida Alemania, donde se construyeron más instalaciones. Actualmente, el campus de Temuco se encuentra en la intersección de avenida Alemania con calle Porvenir.
En el año 1998, asume como rector el doctor en Derecho Teodoro Ribera Neumann, hijo del fundador de la Universidad, Teodoro Ribera Beneít, esto luego de haber terminado su segundo periodo como diputado por el exdistrito 51 de la Región de La Araucanía, por el partido Renovación Nacional.[cita requerida]
El 24 de octubre de 2002, el Consejo Superior de Educación decidió otorgar autonomía a la Universidad, estableciendo en el acuerdo que, durante el proceso de acreditación, la Universidad Autónoma del Sur había cumplido con los requisitos de su proyecto institucional, lo que le permitió alcanzar la autonomía necesaria para otorgar títulos y grados académicos de manera independiente.

### Expansión, acreditación e incorporación al Sistema Único de Admisión
Tras obtener su autonomía en 2003, la Universidad comenzó un proceso de expansión hacia las ciudades de Talca y Santiago, específicamente en la comuna de San Miguel, donde adquirió el inmueble de la extinta Universidad de San Andrés, cuya personalidad jurídica fue revocada por el Ministerio de Educación en ese mismo año. En 2005, la Universidad adoptó el nombre de Universidad Autónoma de Chile, que mantiene hasta la fecha. En 2005, la Universidad inició sus actividades en investigación con la creación del Instituto Chileno de Estudios Municipales (ICHEM), la primera unidad dedicada a este campo, enfocada en proyectos multidisciplinarios y publicaciones. El ICHEM estuvo a cargo de la Revista Iberoamericana de Estudios Municipales hasta 2021.
En 2006, la Comisión Nacional de Acreditación (CNA) otorgó a la Universidad una acreditación de 4 años en Gestión Institucional y Docencia de Pregrado. En 2010, la institución recibió una segunda acreditación, esta vez de 5 años. Actualmente, está acreditada por 5 años en Gestión Institucional, Docencia de Pregrado, Investigación y Vinculación con el Medio. En 2009, se inauguró el Campus Providencia en instalaciones previamente ocupadas por un colegio, al que se sumó un nuevo edificio en 2014 con laboratorios, bibliotecas y otras instalaciones. El campus está ubicado en avenida Pedro de Valdivia.
A través del Plan de Desarrollo Estratégico 2010-2015, la Universidad priorizó la investigación como un eje central de su gestión, lo que llevó a la creación de nuevos institutos, como el Instituto de Investigación en Derecho (2012), los Institutos de Ciencias Aplicadas y Ciencias Biomédicas (2013), y el Instituto Iberoamericano de Desarrollo Sostenible (2021). La Universidad se incorporó al Sistema Único de Admisión (SUA) del Consejo de Rectores de Universidades Chilenas en 2017, luego de un proceso legal que incluyó una apelación ante la Corte de Apelaciones de Santiago. En 2024, la Universidad cuenta con más de 32 000 estudiantes distribuidos en 4 campus en Temuco, Talca y Santiago, y 7 facultades.

## Facultades y carreras
Cuenta con programas de pregrado y postgrado; cursos, diplomados, magíster y doctorados. Con un 88,5% de sus carreras acreditadas y un 90,4% de sus alumnos se encuentran cursando estudios en carreras que poseen esta certificación de calidad al año 2016.[cita requerida]
Además está adscrita al sistema único de admisión de las Universidades del Consejo de Rectores (CRUCh).
Facultad de Ciencias de la Salud
- Enfermería
- Fonoaudiología
- Kinesiología
- Medicina
- Nutrición y Dietética
- Obstetricia y Puericultura
- Odontología
- Terapia Ocupacional
- Química y Farmacia

Facultad de Arquitectura, Construcción y Medioambiente
- Arquitectura
- Ingeniería en Construcción

Facultad de Administración y Negocios
- Auditoría e Ingeniería en Control de Gestión
- Ingeniería Comercial
- Ingeniería en Administración

Facultad de Ciencias Sociales y Humanidades
- Administración Pública
- Psicología
- Publicidad y Comunicación Integral
- Trabajo Social
- Periodismo

Facultad de Derecho
- Derecho

Facultad de Educación
- Pedagogía en Educación Básica mención Lenguage y Comunicació o Educación Matemática
- Pedagogía en Educación Física
- Pedagogía en Educación Parvularia
- Pedagogía en Educación Diferencial, mención en Accesibilidad al Aprendizaje y la Participación
- Pedagogía en Historia, Geografía y Ciencias Sociales
- Pedagogía en Inglés
- Pedagogía en Lengua Castellana y Comunicación
- Licenciatura en Artes Visuales
- Psicopedagogía

Facultad de Ingeniería
- Ingeniería Civil en Informática
- Ingeniería Civil Industrial
- Ingeniería Civil Química

## Investigación
La Universidad Autónoma de Chile inició su labor investigativa en 2005 con la creación del Instituto Chileno de Estudios Municipales (ICHEM), que operó hasta 2021. La investigación se consolidó como un eje central con el Plan de Desarrollo Estratégico 2010-2015, lo que permitió la creación de cuatro institutos de investigación entre 2012 y 2021: el Instituto de Investigación en Derecho, el Instituto de Ciencias Biomédicas, el Instituto de Ciencias Aplicadas y el Instituto Iberoamericano de Desarrollo Sostenible.
Estos institutos están orientados a áreas como derecho, ciencias biomédicas, ingeniería, desarrollo sostenible y más. Además, la Universidad publica diversas revistas académicas, tanto propias como en colaboración con otras instituciones. Entre ellas se encuentran el European Journal of Education and Psychology, la Revista Iberoamericana de Estudios Municipales, el European Journal of Child Development, Education and Psychopathology, y otras dedicadas a temas de salud, derecho, administración y ciencias sociales.

## Controversias

### Conflicto de interés en el proceso de acreditación
En 2012, se denunció un posible conflicto de interés en el proceso de acreditación de la Universidad Autónoma de Chile. Raúl Átria, presidente de los pares evaluadores designados por la Comisión Nacional de Acreditación (CNA), no informó que la institución había contratado a su esposa, María José Lemaitre, y a otros dos evaluadores para realizar una visita previa con el fin de preparar a la universidad para la evaluación oficial. Este hecho cuestionó la transparencia del proceso, que concluyó con la otorgación de cinco años de acreditación, un año más que en el ciclo anterior.

### Investigación por lucro
En 2016, tras ingresar al sistema de gratuidad universitaria, un reportaje de CIPER Chile reveló supuestos mecanismos de lucro indirecto en la Universidad, como arriendos, leasing de bienes raíces y sociedades relacionadas. Estos antecedentes fueron investigados por el Ministerio Público junto a otras once universidades privadas. La investigación concluyó sin que se determinaran responsabilidades.[cita requerida]